# 몸 전체로 사랑을 (1973년 영화)
"몸 전체로 사랑을"은 1973년에 개봉한 대한민국의 영화이다.

## 캐스팅
- 김진규
- 하명중
- 전계현
- 우연정
- 최정민
- 이철
- 최성
- 전숙
- 한태일
- 남윤정
- 손전
- 최성관
- 김승남
- 최재호
- 김영주
- 김정호
- 김선국
- 이승열
- 석인수
- 김용
- 지방열
- 이영호
- 조덕성
- 이혜진
- 정재환 (특별출연)
- 홍파 (특별출연)